# Guido Magnone
Guido Magnone (22. února 1917 – 9. července 2012) byl francouzský horolezec.

## Život
Narodil se v Turíně a ve věku tří let se s rodinou přestěhoval do Paříže. V roce 1952 vystoupil severní stěnou na Eiger. Téhož roku provedl spolu s Lionelem Terrayem prvovýstup na andskou horu Cerro Chaltén (Fitz Roy). Roku 1955 vystoupil na osmitisícovku Makalu (vrcholu dosáhl jeden den po prvovýstupu, který provedli Terray a Jean Couzy). S Terrayem vystoupil v roce 1962 také na peruánskou šestitisícovku Chacraraju. Roku 1964 vylezl na Eiffelovu věž. Po ukončení lezecké kariéry se věnoval sochařství. Zemřel roku 2012 ve věku 95 let.